# Паратонзиллярный абсцесс
Паратонзиллярный (околоминдалинный) абсцесс (паратонзиллит, флегмонозная ангина) — острое воспаление, локализующееся в околоминдалиновой клетчатке. Появляется в результате распространения воспалительного процесса с нёбных миндалин при ангине. Может быть одно- и двусторонним.

## Классификация
- Задний — локализуется между миндалиной и нёбно-глоточной дужкой, иногда в самой дужке.
- Нижний — локализуется у нижнего полюса миндалины.
- Передний — локализуется между верхним полюсом миндалины и нёбно-язычной дужкой.
- Наружный — локализуется снаружи от миндалины. Возникает наиболее редко.

## Этиология
Паратонзиллярный абсцесс, как правило, является осложнением ангины (острого тонзиллита), а также стрептококкового фарингита. К предрасполагающим факторам относят табакокурение.

## Эпидемиология
Заболеванию больше подвержены дети, подростки и молодые взрослые.

## Клиническая картина
- Нарастающая боль в горле, затруднение глотания.
- Повышение температуры тела до 39-40°, возможен озноб.
- Слабость, головная боль и другие симптомы интоксикации.
- Увеличение лимфатических узлов.
- Неприятный запах изо рта.
- Иногда тризм, который затрудняет обследование из-за того что больной не может открыть рот.

## Лечение
- Вскрытие абсцесса с целью выведения гноя;
- Анальгетики;
- Антибиотикотерапия клиндамицином, амоксиклавом, цефалоспоринами[5] Назначение метронидазола в сочетании с бензилпенициллином является излишним[6];
- Дренирование гноя при помощи иглы или при помощи надреза одинаково эффективно[7];
- Внутривенное введение глюкокортикостероидов может увеличить скорость выздоровления и облегчить симптомы[2]
- Также необходимо помнить, что консервативная монотерапия антибиотиками является недостаточной[8].

## Осложнения
- развитие сепсиса;
- некроз тканей;
- медиастинит

## Прогноз
Возможность рецидива 10-15 %. 90 % рецидивов возникают в течение года.

## Профилактика
Назначение антибиотиков в превентивных целях во время заболеваний верхних дыхательных путей не снижает риск развития осложнений, таких как паратонзиллярный абсцесс.